# Estadio Javier Cruz
El Estadio Profesor Javier Cruz García de la "Escuela de Artes y Oficios" Melchor Lasso de la Vega es un complejo deportivo de usos múltiples. Actualmente es utilizado principalmente para el fútbol y en el mismo actúan como local equipos como el Alianza FC, CD Plaza Amador y Tauro FC de la Primera División de Panamá.

## Historia
El Estadio Profesor Javier Cruz García de la "Escuela de Artes y Oficios" Melchor Lasso de la Vega es un complejo deportivo de usos múltiples. Se encuentra ubicado en la intersección de las Avenidas Ricardo J. Alfaro y Vía Simón Bolívar en la Ciudad de Panamá, República de Panamá; junto al Colegio de Artes y Oficios Melchor Lasso de la Vega, al cual debe parte de su nombre.  
Actualmente es utilizado principalmente para el fútbol y en el mismo se desarrollan partidos profesionales de la Liga Panameña de Fútbol y la Liga Nacional de Ascenso, así como las Ligas Intercolegiales de Panamá.

## Remodelación
Su última remodelación estuvo a cargo de la Alcaldía de Panamá, bajo la administración del señor José Isabel Blandón en el año 2019; la misma tuvo una duración de un año y se realizó la construcción de una nueva gradería de cemento, reduciendo el aforo de mil (1,000) asientos a solo setecientos (700) espectadores. A su vez se le colocó una nueva cancha de césped sintético con unas dimensiones de 105m de largo x 68m de ancho, cumpliendo así con los requisitos FIFA y pudiendo albergar partidos oficiales. Además se colocó una nueva pista de atletismo para uso de los estudiantes del colegio. Cuenta también con cómodos vestidores para jugadores y árbitros, como también con baños en las graderías. Todo este trabajo se llevó a cabo en conjunto con la administración del centro educativo y el Ministerio de Educación de Panamá.